# Qaraqaya (İsmayıllı)
Qaraqaya è un comune dell'Azerbaigian situato nel distretto di İsmayıllı. Conta una popolazione di 667 abitanti.